# Iulia Gavrilova
Yuliya Petrovna Gavrilova (Novosibirsk, 20 de julho de 1999) é uma esgrimista russa, campeã olímpica.

## Carreira
Yuliya Gavrilova representou seu país nos Jogos Olímpicos de Verão de 2016, no sabre. Conseguiu a medalha de ouro no sabre equipes.